# Пассалья, Карло
Карло Пассалья (итал. Carlo Passaglia; 12 мая 1812, Лукка (в некоторых источниках 1814) — 12 марта 1887, Турин) — итальянский богослов, иезуит, преподаватель, духовный писатель. Был одним из наиболее известных богословов, поддерживавших объединение Италии в середине XIX века.

## Биография
В орден иезуитов вступил в 15-летнем возрасте. Высшее образование получил в Римском университете, где получил три докторских степени: по математике, философии и богословию. В 1844 году стал профессором в иезуитском колледже Рима (Collegium Romanum), в 1845 году принял монашеские обеты, работал также в Римском и Григорианском университетах. После провозглашения в 1848 году Римской республики и начала гонений на иезуитов был вынужден покинуть страну и отправиться в Англию. По возвращении на родину стал одним из основателей иезуитского ордена «Civilid Cattolica». В 1853 году издал трёхтомный труд в защиту учения о беспорочном зачатии Пресвятой Девы. В 1854 году папа Пий IX, перед которым он хорошо зарекомендовал себя этой работой, назначил его председателем комиссии, которая должна была рассмотреть этот догмат и высказать своё мнение.
После начала в 1859 году войны между Францией и Австрией, ставшей первым шагом к объединению Италии, Пассалья выступил на стороне народа и опубликовал в том же году работу «Pro causa italica», где защищал права Италии на национальное объединение и касался мирового господства папы, высказываясь против его светской власти; эта работа навлекла на него гнев курии, что заставило его в итоге покинуть Рим, и привела к его изгнанию из иезуитов. Он нашёл убежище в Турине у Кавура, где с 1861 года занял место профессора нравственной философии, был депутатом в первом итальянском парламенте и издавал (в 1862—1866 годах) церковно-политическую газету «Il Mediatore», на страницах которой боролся против светской власти папы, собрав также подписи 9000 (по другим данным, 10000) священников в поддержку своего предложения, будучи вместе со всеми ними отлучён от церкви 6 октября 1862 года, что не было признано в Турине. Сотрудничал также в газете «La Pace». Преподавал до конца жизни; за восемь дней до кончины направил папе примирительное письмо.